# Tarrants (Missouri)
Tarrants est un village inactif situé au centre du comté de Pike, dans le Missouri, aux États-Unis,. Il est incorporé en 1964.

## Démographie
Lors du recensement de 2010, le village comptait une population de 22 habitants.

### Source de la traduction
- (en) Cet article est partiellement ou en totalité issu de l’article de Wikipédia en anglais intitulé « Tarrants, Missouri » (voir la liste des auteurs).